# Истахр
Истахр (перс. اصطخر یا استخر‎), также Стахр — древний город на юге Ирана, пять километров к северу от древней столицы Персеполя по дороге в Пасаргады. Административно входит в шахрестан Мервдешт провинции Фарс, недалеко от города Мервдешт. Город развивался во время династии Ахеменидов.
Расположен в узкой долине реки Пулвар, между северным склоном гор Кухе-Рахмат (Кухе-Рехмет) и скалами Накше-Рустам. Он стоит недалеко от точки, где долина переходит в широкую равнину Мервдешт, простирающуюся до равнины Персеполя.

## История
Город Истахр был центром зороастризма, в нём хранилась оригинальная Авеста.
Во время похода на Персию Александр Македонский сжёг город.
С начала III века Истахр стал центром Персиды (ранее, вероятно, был пригородом Персеполя) и столицей государства Сасанидов, здесь обосновался царь Ардашир I, но потом столица переместилась в Бишапур, а затем — в Ктесифон.
Во время исламского завоевания Истахр был сожжён. Истахр покорился арабам только после ожесточённого сражения, применения осадных машин и убийства вследствие этого сорока тысяч персов. Город потерял своё значение, а центр торговли и культуры переместился в Шираз.
В настоящее время город — центр археологических раскопок. На поверхности земли сохранилось немногое. Неподалёку расположены скалы Накше-Раджаб и Накше-Рустам со знаменитыми рельефами и царскими гробницами.